# Caleb

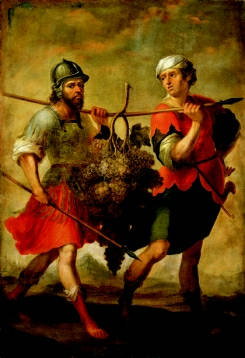
Josué [con casco y lanza] y Caleb [con turbante] portan el racimo proveniente de la tierra de promisión. Óleo de Matías de Arteaga y Alfaro, 1690-91.

Tumba de Caleb, Timnat Serah.

Caleb (en hebreo: כלב‎; vocalización tiberiana: Kālēḇ; Academia del Idioma Hebreo: Kalev),  de la tribu de Judá, hijo de Jefone; el quenezeo (en hebreo: קנזי‎), es una importante figura en la Biblia hebrea. Caleb se destaca por su fe en Yahvé cuando numerosos hebreos se opusieron a entrar a la "tierra prometida" (Canaán).
Cuando los hebreos llegaron a las inmediaciones de Canaán, la tierra que Dios les había prometido, luego de haber huido de la esclavitud en Egipto, Moisés envió doce exploradores (o espías, meraglim en hebreo) a Canaán para investigar y explorar (un espía representando a cada una de las doce tribus). Diez de los espías regresaron y explicaron que sería imposible tomar el control de esa tierra, y que allí vivían gigantes que aniquilarían al ejército hebreo. Sólo dos espías, Josué (de la tribu de Efraín) y Caleb (representante de Judá), regresaron y manifestaron que Dios les ayudaría a que la nación hebrea se asentara en Canaán. Según el relato de la Biblia, 

Josué hijo de Nun y Caleb hijo de Jefone, que eran de los que habían reconocido la tierra [...] dijeron a toda la congregación de los hijos de Israel:

—La tierra que recorrimos y exploramos es tierra muy buena. Si Yahvéh se agrada de nosotros, él nos llevará a esta tierra y nos la entregará; es una tierra que fluye leche y miel.
Números 14:6-8.

Josué y Caleb fueron los únicos hebreos adultos que trajeron un informe alentador acerca de la tierra de promisión; ambos sobrevivieron la larga travesía por el desierto y pudieron entrar en Canaán, como premio por su fe en Dios. Esta historia es narrada por el texto bíblico en el Libro de los Números. Según el texto bíblico, durante la repartición de la Tierra de Promisión, Caleb fue bendecido por Josué, recibiendo Hebrón como herencia, "y la tierra descansó de la guerra."
Caleb tenía 4 hijos, 3 varones y 1 mujer
Los exploradores Josué y Caleb con el racimo de la Tierra de Promisión

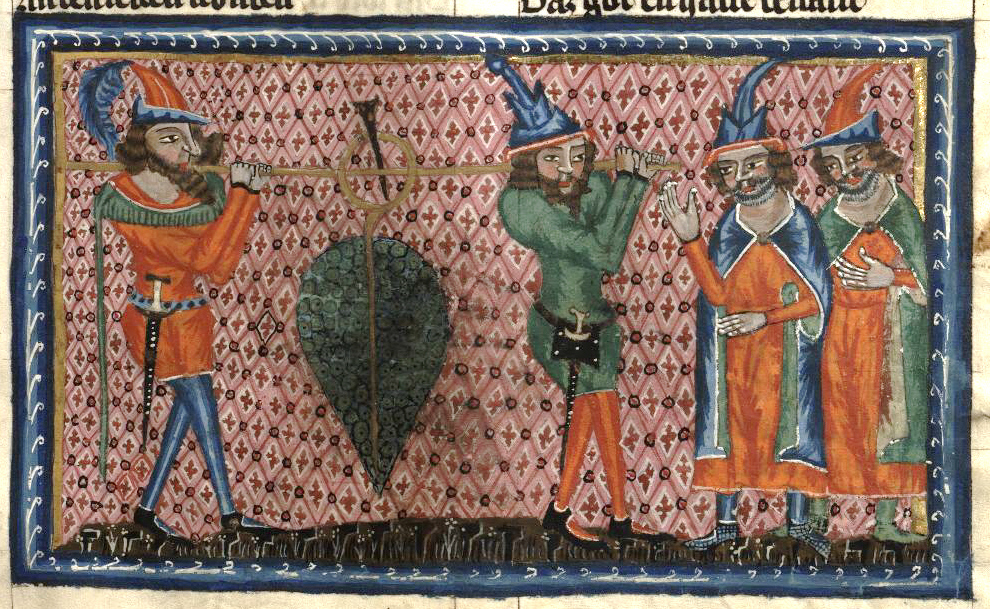
Rudolf von Ems, Crónica del Mundo, Praga, 1350-70. Hochschul- und Landesbibliothek, Fulda
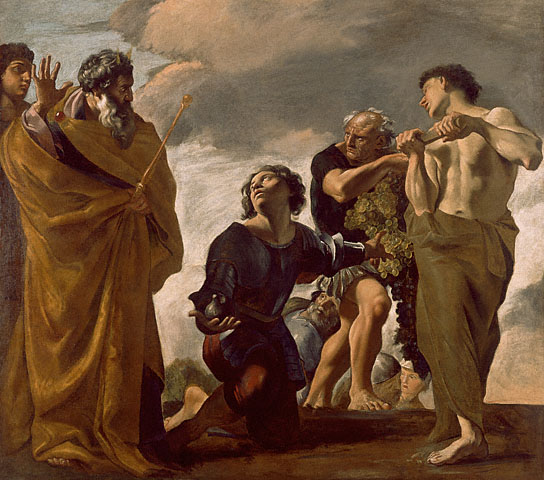
Giovanni Lafranco, Moisés y los mensajeros provenientes de Canaán, óleo, 1621-24
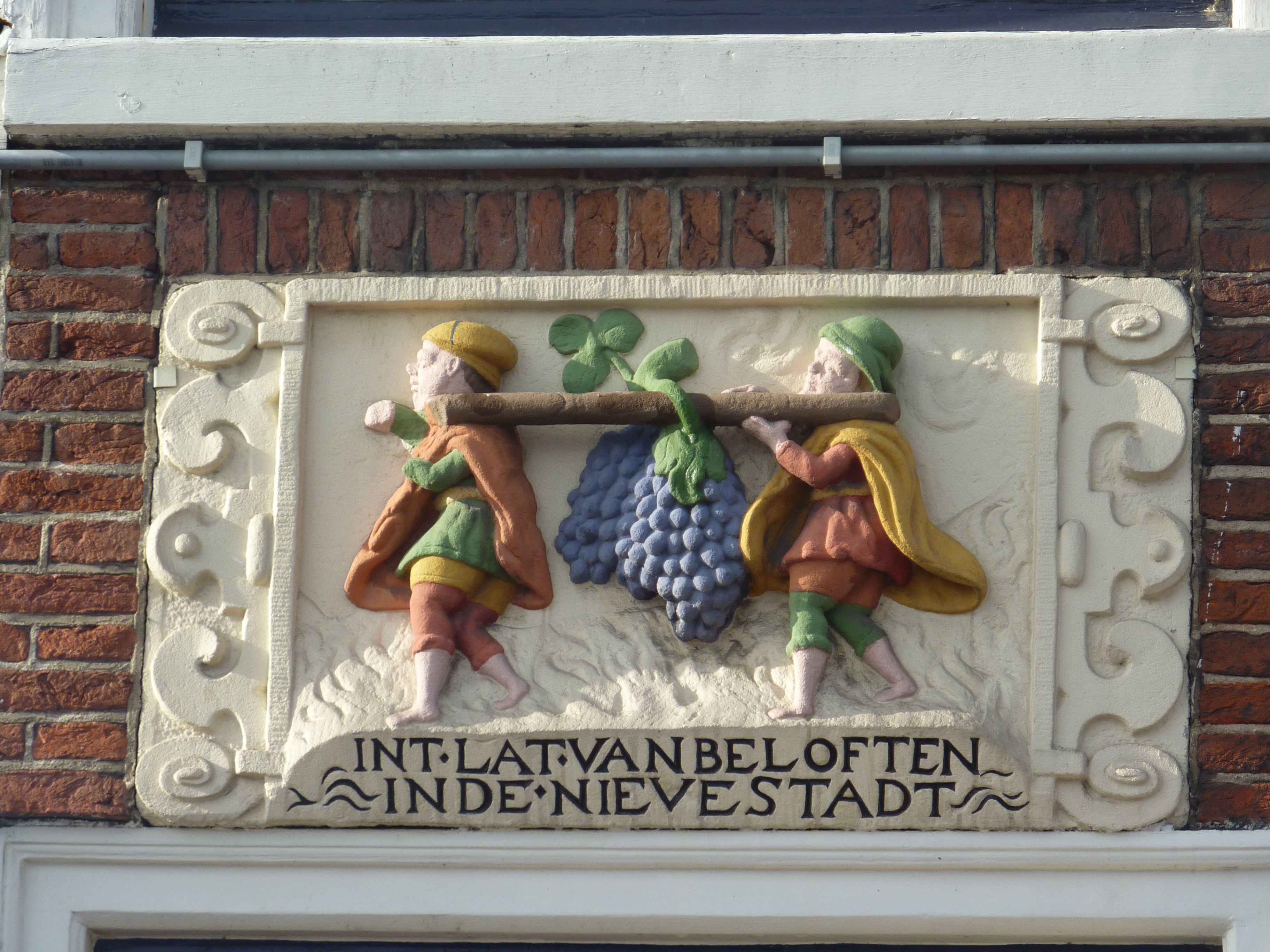
Cartela de Leiden con la inscripción "En la tierra de las promesas, en la nueva ciudad"
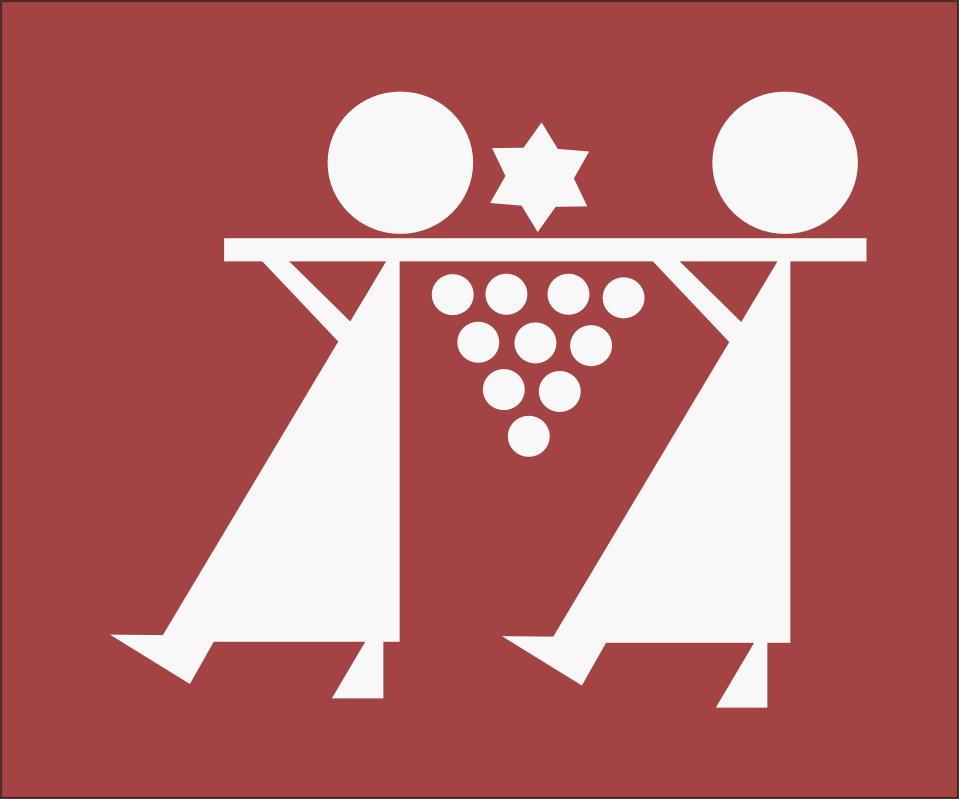
Logo "Turismo en Israel"